# Frondicularia
Frondicularia es un género de foraminífero bentónico de la subfamilia Frondiculariinae, de la familia Nodosariidae, de la superfamilia Nodosarioidea, del suborden Lagenina y del orden Lagenida. Su especie-tipo es Renulina complanata. Su rango cronoestratigráfico abarca desde el Jurásico medio hasta la Actualidad.

## Discusión
Algunas clasificaciones han incluido Frondicularia en la Familia Geinitzinidae de la Superfamilia Robuloidoidea.

## Clasificación
Se han descrito numerosas especies de Frondicularia. Entre las especies más interesantes o más conocidas destacan:
- Frondicularia bassensis
- Frondicularia bulla
- Frondicularia brizoides
- Frondicularia complanata
- Frondicularia goldfussi
- Frondicularia mucronata
- Frondicularia otamitaensis
- Frondicularia rakauroana
- Frondicularia rhombiformis
- Frondicularia scotti
- Frondicularia tenuissima
- Frondicularia teuria

Un listado completo de las especies descritas en el género Frondicularia puede verse en el siguiente anexo.
En Frondicularia se han considerado los siguientes subgéneros:
- Frondicularia (Annulofrondicularia), aceptado como género Annulofrondicularia
- Frondicularia (Frondiculina), también considerado como género Frondiculina y aceptado como Lingulina
- Frondicularia (Frondiculinita), aceptado como género Frondiculinita
- Frondicularia (Ichthyolaria), aceptado como género Ichthyolaria
- Frondicularia (Spirofrondicularia), aceptado como género Spirofrondicularia